# Тши-Ґури
Тши-Ґури (пол. Trzy Góry) — село в Польщі, у гміні Ричивул Оборницького повіту Великопольського воєводства.
У 1975-1998 роках село належало до Пільського воєводства.